# 網油蒸三鯠
網油蒸三鯠是一道傳統順德菜，欖角、蒜茸、糖和橄欖油混合後鋪在三鯠上，以冷水洗淨過的豬網油包住，蒸熟後除去豬網油即成。